# 33号俱乐部
33号俱乐部（Club 33） 是位于三个的迪士尼乐园的私人俱乐部。原为迪士尼乐园新奥尔良广场区域的中心。原本作为迪士尼乐园的一个秘密特色，现在这个俱乐部的存在已经众所周知，在东京迪士尼乐园和上海迪士尼乐园也有类似的地方，以及华特迪士尼世界即将到来的第四个公园。 该俱乐部的会员资格是不可转让的。

## 名字
在关于33号俱乐部的名字起源的许多故事中，有两个说法是流传最广的。
第一个也是官方的解释是，33号俱乐部的名字完全来自其位于迪士尼乐园新奥尔良广场的皇家街（Royal Street）的地址。该建筑由 JQ Construction 的 Liam Quick 和 James Jeffs 在20世纪60年代后期建造。
第二和不太知名的故事推测，名字来源于在迪士尼乐园在1966-1967年刚开始建设和开放时，提供赞助的33家公司。这些赞助商如下：
1. 伊士曼柯达
2. 大西洋里奇菲尔德
3. 美国银行
4. 贝尔电话
5. C&H Sugar
6. Frito Lay
7. 通用电气
8. Global Van Lines
9. Carnation
10. Hallmark Cards
11. 固特异轮胎和橡胶公司
12. 道格拉斯飞机
13. 可口可乐
14. Hills Brothers Coffee
15. INA
16. Lincoln Savings and Loan
17. 孟山都
18. Pendleton
19. 百事可乐
20. Ken-L Ration
21. Aunt Jemima
22. Atchison, Topeka and Santa Fe
23. Spice Islands
24. Chicken of the Sea
25. 新奇士
26. Sunsweet Growers
27. Swift & Co.
28. Timex
29. 美国联合航空公司
30. Upjohn
31. Welch's
32. Wurlitzer
33. Western Printing and Litho CO

## 迪士尼乐园
取决于不同的会员类型，33号俱乐部成员和他们的亲友拥有专属的度假体验。除了33号俱乐部餐厅以外，还可以进入新奥尔良广场内的爵士乐廊 Le Salon Nouveau 和一个迪士尼加州冒险乐园的休息室1901，这些地方均不对公众开放。33号俱乐部是唯一在迪士尼乐园提供含酒精的饮料的地方，虽然公园有一个公园范围内的酒类许可证 ，并且设立了可以举办私人活动的酒吧，以及在迪士尼加州冒险内的几个地点提供酒精服务。然而，迪士尼加州冒险乐园是一个独立的游乐园，拥有独立的入口，所以在正常的开放时间里，按照惯例，迪士尼乐园本身并不提供酒精饮料。
33号俱乐部的会员本人及其亲友可以获得一本迪士尼乐园和华特迪士尼世界的“高级通行证”（Premier Passports）。此外，如果他们和他们同行的亲友（最多三人）拥有有效的年票或当日票，他们的33号俱乐部的会员卡可以让他们获得提前入园的许可。会员可以享受迪斯尼乐园度假酒店的免费代客停车服务，并享受整个迪士尼乐园度假区33号俱乐部餐厅和 Le Salon Nouveau 内的许多私人和专属活动，以及迪斯尼乐园以外地方的精选活动。